# استیسی مارتین
استیسی مارتین (به انگلیسی: Stacy Martin) (زادهٔ ۱ ژانویه ۱۹۹۱)، یک هنرپیشه فرانسوی - بریتانیایی است. او بیشتر برای ایفای نقش جو جوان در فیلم درام «نیمفومانیاک» اثر لارس فون تریه شناخته شده است که بدین سبب در سال ۲۰۱۴ نامزد جایزه بودیل برای بهترین بازیگر نقش اول و مکمل زن شد. از فیلم‌های دیگری که وی در آنها نقش داشته است می‌توان به قصهٔ قصه‌ها (۲۰۱۵)، کودکی یک رهبر (۲۰۱۵)، تمام پول‌های جهان (۲۰۱۷)، عاشقان (۲۰۲۰)، ساعت غروب (۲۰۲۰) و زندگی الکتریکی لوئیس وین (۲۰۲۱) اشاره کرد.